# Pedro Aurélio de Góis Monteiro
Pedro Aurélio de Goes Monteiro (São Luís do Quitunde, 12 de dezembro de 1889 — Rio de Janeiro, 16 de outubro de 1956) foi um general-de-exército e político brasileiro, notado como um dos artifices do Plano Cohen e do consequente Golpe de Estado no Brasil em 1937.

## Trajetória
Pedro Aurélio de Goes Monteiro nasceu em São Luís do Quitunde, Alagoas, filho de Pedro Aureliano Monteiro dos Santos e Constança Cavalcanti de Góis Monteiro. Oriundo de família com ascendência militar, iniciou sua carreira na Escola de Guerra de Porto Alegre e chegou ao posto de General-de-exército. Ao longo dos anos adotou um viés legalista ao combater os Dezoito do Forte, o Tenentismo e a Coluna Prestes durante os anos vinte. O irromper da Revolução de 1930 o levou a exercer o comando militar da mesma, contribuindo para o seu êxito.
No período de 1 de junho de 1931 a 25 de abril de 1932, comandou a 2ª Região Militar, em São Paulo.
Também comandou a 1ª Região Militar, no Rio de Janeiro, entre 24 de maio e 9 de julho de 1932.. 
Em seguida, comandou as tropas federais que debelaram a Revolução Constitucionalista de 1932 e, durante os combates com os paulistas, perdeu seu irmão, o capitão Cícero Augusto de Góes Monteiro, que era integrante do 9º Regimento de Infantaria do Exército Brasileiro.
Após esse evento, foi ungido Ministro da Guerra do governo Getúlio Vargas, entre 18 de janeiro de 1934 e 7 de maio de 1935, até a escolha de Eurico Gaspar Dutra como seu sucessor, o que não impediu Góes Monteiro de participar ativamente da decretação e manutenção do Estado Novo (1937-1945), evento que ajudou a consolidar seu clã como a força política dominante em Alagoas, estado governado por dois de seus irmãos entre 1941 e 1945.
Demonstrando a postura fascista dos atores políticos de Getúlio Vargas durante o Estado Novo, dentre os quais Góis Monteiro figurava como um dos nomes mais destacados, Cláudio de Lacerda Paiva descreve os agentes governamentais varguistas nos seguintes termos: “quem censurava era Lourival Fontes, quem torturava era Filinto Muller, quem instituiu o fascismo foi Francisco Campos, quem deu o golpe foi Dutra e quem apoiava Hitler era Góis Monteiro”.
Na época em que foi ministro da Guerra, elaborou a Doutrina de Segurança Nacional que inspirou várias leis a esse respeito tanto na Era Vargas quanto no regime militar de 1964. Em setembro de 1937, Góis Monteiro "descobre" o Plano Cohen, que foi um  planejamento falso, redigido pelo então capitão Olímpio Mourão Filho, de uma revolução comunista no Brasil. Esse plano foi posteriormente utilizado por Vargas como justificativa do golpe que deu origem ao Estado Novo.
Na eleição presidencial de 1934, indireta, tirou o terceiro lugar, conquistando 4 votos (1,61%).
Góes Monteiro foi Chefe do Estado-Maior do Exército entre 2 de julho de 1937 e 27 de dezembro de 1943.
Retornou ao Ministério da Guerra nos últimos dias de Vargas no poder, em 9 de agosto de 1945. Foi mantido no cargo no governo José Linhares e nos primeiros meses da Gestão Dutra, até 14 de outubro de 1946.
Após deixar o poder foi eleito senador pelo PSD em 1947. No ano de 1945 seu irmão Ismar de Góis Monteiro havia sido eleito para esse mesmo cargo e em 1958 foi a vez de Silvestre Péricles chegar à Câmara Alta do país. No entanto, em 1950 Pedro Aurélio não conseguiu se reeleger e ainda rejeitou um convite para ser vice-presidente na chapa varguista.
Foi chefe do Estado-Maior das Forças Armadas entre 15 de fevereiro de 1951 e 1º de dezembro de 1952. A seguir, foi ministro do Superior Tribunal Militar, de 15 de dezembro de 1952 até seu falecimento em 16 de outubro de 1956.

## Fonte de pesquisa
- COUTINHO, Lourival, O General Góes Depõe..., Editora Coelho Branco, 1956.
- A biografia "General Goes Monteiro - O Comandante de um Destino"  foi escrita pelo alagoano Romeu de Avelar (1949), autor dos controvertidos romances  "Calabar" e "Os Devassos".